# Imediação e Hipermediação
Para entendermos o que é imediação e hipermediação, primeiramente é necessário entender o que é mediação.
A mediação é o processo pelo qual se transmite uma informação a um indivíduo através de um meio de comunicação. Por exemplo: ao assistirmos à televisão, somos mediados por ela. A TV, além de ser um meio de comunicação, é também o mediador entre a mensagem a ser passada e o receptor dessa mensagem (mensagem > televisão/meio de comunicação > telespectador). Dessa forma, podemos dizer que a mediação condiciona os meios e é, ao mesmo tempo, condicionada por eles. Isso porque, por ser o que possibilita a comunicação, o meio possui uma função de mediação. Régis Debray define o mundo das mediações como “uma cadeia que conduz de uma emissão a uma transcrição, de uma comunicação de ideias a uma comunidade de pessoas”.
Após esta breve explicação sobre mediação, pode-se voltar às duas outras questões. Imediação e hipermediação são formas de mediação. Elas são diferentes entre si, mas coexistem. E, mais ainda, de acordo com J. David Bolter e Richard Grusin, no livro Remediation, ao abordarem o tema da mídia digital, eles afirmam que elas são mutuamente dependentes.

## Imediação

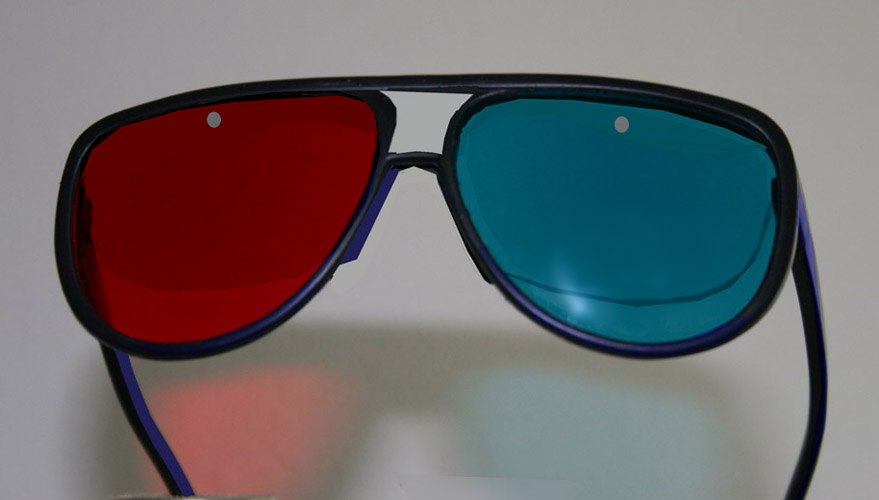
Óculos que são utilizados para assistir a filmes em 3D, uma forma de imediação

A imediação ocorre quando o indivíduo que está sendo mediado não tem conhecimento (ou simplesmente se esquece) do meio que está transmitindo a mensagem. Bolter e Grusin falam, em seu livro, sobre a questão da transparência, que é uma característica da imediação. Eles falam, também, do processo de imediação na mídia digital. Esta passou por um grande desenvolvimento tecnológico e, hoje em dia, é um dos principais meios de comunicação. Ao falar sobre isso, eles exemplificam com os gráficos tridimensionais e a realidade virtual, que tentam tornar a experiência o mais real possível, fazendo com que o indivíduo se sinta “dentro” do computador. Bolter e Grusin escrevem: “Na verdade, a realidade virtual, gráficos tridimensionais e design de interface gráfica estão buscando tornar a tecnologia digital "transparente".”  Um outro exemplo pode ser encontrado em jogos de simulação (também conhecidos como jogos em primeira pessoa), que buscam trazer o jogador para dentro da realidade do jogo, de modo que ele se esqueça do meio pelo qual está jogando (um computador ou um videogame) e tenha dificuldades em diferenciar o que é real e o que não é. Na área cinematográfica, os filmes têm sido feitos com tamanho detalhamento dos ambientes, figurinos e efeitos especiais (como os filmes em 3D, por exemplo) que proporcionam aos espectadores o sentimento de estar “realmente” dentro do filme.
Além disso, pelo fato de a imediação ser capaz de transportar a pessoa para aquele meio, ela a desconecta do seu mundo. É estar imerso de tal forma que se é desligado psicologicamente a ponto de não tomar mais conhecimento do que acontece ao seu redor. Se, por exemplo, alguém diminui o volume do rádio para procurar por algo que está perdido, não podemos afirmar que esta pessoa estivesse com seus sentidos completamente envolvidos pelo meio de comunicação (no caso, o rádio). Porém, quando alguém é chamado enquanto lê um livro e não se dá conta da presença do outro, podemos compreender que o processo de imediação está ocorrendo. A tendência é que, quanto mais imersa esteja, mais tempo a pessoa passará fazendo a atividade com a qual está envolvida.
Entretanto, apesar de a imediação “excluir” o meio pelo qual uma informação é mediada, ela depende da mediação, assim como a mediação depende da imediação. Sobre isso, José António Domingues escreve, em seu livro O paradigma mediológico: Debray depois de McLuhan: “(...) mediação e imediação ligam-se e são recíprocas. A mediação fica a dever o seu ser à imediação, do mesmo modo, a imediação sofre a mediação para ganhar o estatuto de ser.” 

## Hipermediação

Área de trabalho de um computador, meio hipermediado

A hipermediação se dá quando torna-se evidente ao público que está ocorrendo uma mediação. É quando o processo e a performance são, de certa forma, mais importantes que o resultado final. Isto ocorre ressaltando-se o meio, mostrando que a informação transmitida é mediada por alguma ferramenta. Desse modo, o receptor reconhece o meio como um meio, a partir das informações emitidas por ele. 
A lógica da hipermediação difere da imediação porque ela multiplica os sinais da mediação, tentando reproduzir as ricas sensações da experiência humana ao lembrar o espectador da presença da interface do meio de comunicação. No livro Remediation, os autores falam: “Se a lógica da imediação nos leva a apagar ou automatizar o ato de representação, a lógica da hipermediação reconhece vários atos de representação e os torna visíveis. Enquanto a lógica da imediação sugere um espaço visual unificado, a hipermediação oferece um espaço heterogêneo, em que a representação é concebida não como uma janela para o mundo, mas sim como "janela" em si - com janelas que se abrem para outras representações ou outras mídias.”  Por exemplo, o caso do Youtube trata-se de uma hipermediação, visto que vídeos são postados nele com o intuito de mostrar uma informação contida a quem o assiste, que é ele ser feito por mediação. Ao navegar neste site, temos consciência da experiência mediada o tempo todo, e ele reúne diversas mídias em um só lugar. Outro exemplo é o telejornal: existe uma constante preocupação por parte dos jornalistas de ressaltar o meio, ou seja, o telejornal, que está transmitindo uma determinada informação.
Bolter e Grusin consideram que a World Wide Web é o meio de comunicação que mais recebe influência da hipermediação. Sua prática é mais evidente no estilo visual heterogêneo, como na interface atual dos computadores, que contam com várias janelas sobrepostas. Esse espaço é criado pelas múltiplas representações dentro das janelas - textos, gráficos, vídeos. A cada clique, o telespectador é lembrado que elas existem. Esta prática pode ser visualizada também em diversos meios, como em jornais, revistas (no design gráfico frenético de revistas sobre cibercultura como Wired e Mondo 2000, por exemplo), televisão, e até mesmo nos primeiros espaços "multimediados" da pintura a óleo holandesa, chamada de "arte de descrever" pela historiadora Svetlana Alpers.

### Hipermídias
No texto A Teia Global: McLuhan e Hipermídias, escrito por Vinícius Andrade Pereira, a ideia de hipermídia é trabalhada da seguinte maneira: "Hipermídia deve ser entendida (...) como um meio e uma linguagem que têm como característica possuir inúmeras outras linguagens simultâneas como conteúdo, sendo ainda, predominantemente, meios digitais. David Bolter e Richard Grusin propõem — em um livro cujo subtítulo e boa parte do seu conteúdo remetem a McLuhan — a idéia de hypermediacy, com a qual irão apontar uma tendência das mídias contemporâneas de recorrerem a diferentes formas de mídias com o intuito de cada vez melhor reproduzir a realidade percebida. Como exemplos tome-se a rede de TV Bloomberg, com a sua tela apresentando diferentes mídias, ou, ainda, diferentes sites, home pages e games, nos quais diferentes linguagens são apresentadas ao mesmo tempo tais como fotografia, vídeo, texto, ícones, números, áudio, dentre outras possibilidades." 

## Uma relação de dependência
Ainda de acordo com o livro Remediation, logo na introdução, Bolter e Grusin falam de uma relação de dependência mútua entre imediação e hipermediação. Como exemplo, eles citam as webcams, que, apesar de funcionarem sob a lógica da imediação, podem ser inseridas em web sites ou programas como o Skype, que são meios hipermediados. Ou, então, “no esforço para criar uma imagem em movimento contínuo, os cineastas combinam cenas de ação livre com edições feitas em computadores e com gráficos tridimensionais.”  Por outro lado, as produções hipermediadas também tentam ter um caráter de imediação. Por exemplo: vídeos gravados são editados de forma a parecerem ser “ao vivo”, dando um sentido realista a ele. Dessa forma, pode-se concluir que, além de coexistirem, a imediação e a hipermediação são dependentes entre si.
Um exemplo desta coexistência é o caso do jornalismo online. Bolter e Grusin afirmam que a lógica da imediação tem, talvez, sido dominante na representação ocidental, no mínimo desde a Renascença até a chegada do Modernismo. Por outro lado, a hipermediação estaria tendo que se contentar com um status secundário, embora importante. Porém, no artigo O jornalismo audiovisual online e suas fases na web, Leila Nogueira destaca que, em relação às notícias audiovisuais na web, a hipermediação é fundamental para o desenvolvimento de novos formatos e novas narrativas, ocupando, então, uma posição primária; o usuário precisa ter consciência do meio e das ferramentas e possibilidades que ele oferece. Logo, a imediação vem em segundo plano, já que o apagamento completo do computador inviabilizaria a real necessidade de interação com ele.